# Каран (газове родовище)
Каран (газове родовище) — перше введене в експлуатацію саудійське офшорне газове родовище у Перській затоці, розташоване за 160 км на північ від Дахрану.

## Характеристика
Родовище виявили у 2006 році за допомогою свердловини Каран-6, котра відкрила поклади газу в формації Хуфф, карбонатні відкладення якої виникли в умовах мілководдя у пізньому пермському/ранньому тріасовому періоді, коли на початку формування океану Неотетіс відбулась трансгресія Аравії (можливо відзначити, що саме із Хуфф пов'язане найбільше в світі газове родовище Північне/Південний Парс). Формація залягає на глибинах від 3200 до 4175 метрів, при цьому глибина моря в районі родовища коливається від 40 до 60 метрів.

## Розробка
Облаштування Каран, введеного в експлуатацію кількома етапами у 2011—2013 роках, первісно складалось із чотирьох платформ для розміщення фонтанних арматур, що обслуговували 21 свердловину. Кожен з цих об'єктів мав з'єднані містком головну та допоміжну платформи, а також факельну вежу. За допомогою з'єднувальних трубопроводів їх сполучили із платформою для маніфольду, звідки починається головний експортний трубопровід Каран – Хурсанія.
В 2017 році на родовищі додатково встановили п'яту платформу для фонтанних арматур, надбудови (топсайди) головної та допоміжної частин якої важили 1200 та 1450 тон відповідно, а факельна вежа і з'єднувальний місток додавали ще 1100 тон. Тоді ж на родовищі з'явились друга платформа для маніфольду з топсайдом вагою 2350 тон і спостережна платформа вагою 600 тон. Встановлення усіх топсайдів виконав плавучий кран великої вантажопідйомності Wei Li.